# Shit happens
Shit happens (letterlijk in het Nederlands: Stront gebeurt; de Nederlandse betekenis is ongeveer Ellende gebeurt nu eenmaal) is een Amerikaans-Engelse uitdrukking die in meerdere taalgebieden is overgenomen. Met de slanguitdrukking wil men meestal aangeven dat het leven vol is van onvolkomenheden. De term is een erkenning van het feit dat de mens soms zonder reden slechte dingen overkomt. 
De herkomst van de uitdrukking en het vroegste gebruik ervan is onzeker. Het eerste gebruik werd vastgesteld in 1983.
Een oudere, Franse uitdrukking waarmee men ongeveer hetzelfde kan uitdrukken, is C'est la vie (Nederlands: "Zo is het leven").